# NGC 718
NGC 718 é uma galáxia espiral barrada (SBa) localizada na direcção da constelação de Pisces. Possui uma declinação de +04° 11' 44" e uma ascensão recta de 1 horas, 53 minutos e 13,0 segundos.
A galáxia NGC 718 foi descoberta em 13 de Dezembro de 1784 por William Herschel.